# Brandon Agounon
Brandon Agounon, né le 19 octobre 1994 à Caen, est un footballeur français d'origine béninoise et congolaise. Il évolue au poste de défenseur droit à La Berrichonne de Châteauroux.

## Carrière
Brandon Agounon rejoint le Clermont Foot 63 en provenance du SM Caen à l'été 2012.
Il signe son premier contrat professionnel en juillet 2014.
Il rejoint Bourg-en-Bresse, il a d’ailleurs été élu dans le 11 type du National 2021- 2022.
Le 9 juin 2022, il rejoint le club de l'US Orléans, dans le Loiret. A juin 2024, il est laissé libre par le club à l'issue de la fin de son contrat.
Le 23 juillet 2024, il est officialisé au club de La Berrichonne de Châteauroux, étant la première recrue du mercato estival.

### Parcours en sélection nationale
Brandon Agounon est appelé pour la première fois avec le Bénin le 06 juin 2023, dans le cadre des éliminatoires de la coupe d'afrique des nations  2023.

## Statistiques
| Saison                | Club                  | Championnat           | Championnat | Championnat | Coupe nationale | Coupe nationale | Coupe de la Ligue | Coupe de la Ligue | Total | Total |
| Saison                | Club                  | Division              | M.          | B.          | M.              | B.              | M.                | B.                | M.    | B.    |
| 2013-2014             | Clermont Foot 63      | Ligue 2               | 4           | 0           | -               | -               | 1                 | 0                 | 5     | 0     |
| 2014-2015             | Clermont Foot 63      | Ligue 2               | 30          | 0           | 1               | 0               | 3                 | 0                 | 34    | 0     |
| 2015-2016             | Clermont Foot 63      | Ligue 2               | 22          | 0           | 2               | 0               | 2                 | 0                 | 26    | 0     |
| 2016-2017             | Clermont Foot 63      | Ligue 2               | 14          | 1           | 2               | 0               | 3                 | 0                 | 19    | 1     |
| 2017-2018             | US Boulogne           | National              | 12          | 0           | 3               | 0               | -                 | -                 | 15    | 0     |
| Total sur la carrière | Total sur la carrière | Total sur la carrière | 82          | 1           | 8               | 0               | 9                 | 0                 | 99    | 1     |